# Epischnia adultella
Epischnia adultella är en fjärilsart som beskrevs av Philipp Christoph Zeller 1848. Epischnia adultella ingår i släktet Epischnia och familjen mott. Inga underarter finns listade i Catalogue of Life.